# Chariclea nacarata
Chariclea nacarata là một loài bướm đêm trong họ Noctuidae.